# Stenodynerus anatropus
Stenodynerus anatropus är en stekelart som beskrevs av Richard Mitchell Bohart 1944. Stenodynerus anatropus ingår i släktet smalgetingar, och familjen Eumenidae. Inga underarter finns listade i Catalogue of Life.